# Terrorisme en 2010
Chronologie du terrorisme
- 2006
- 2007
- 2008
- 2009
- 2010
- 2011
- 2012
- 2013
- 2014

Durant l'année 2010, le nombre de victimes d'attentats est toujours en baisse. Il y a eu 7 697 victimes pour 4 819 attentats.

## Événements

### Janvier
- 1er janvier, Pakistan : Au moins 96 morts et 36 blessés dans un attentat à la voiture piégée sur un terrain de volley-ball où se déroulait un match dans le nord-ouest[2].
- 8 janvier, Angola : 1 mort et 9 blessés dans l'attaque du bus de l'équipe nationale de football togolaise à Cabinda. Le Front de libération de l'enclave de Cabinda revendique l'attaque[3].
- 25 janvier, Irak : 41 morts et 110 blessés dans un triple attentat à la voiture piégée près d'un hôtel à Bagdad[4].
- 26 janvier, Irak : 21 morts et 85 blessés dans un attentat à la voiture piégée contre un laboratoire à Bagdad[5].
- 30 janvier, Pakistan : 16 morts et 20 blessés dans un attentat suicide à Khar[6].

### Février
- 1er février, Irak : 54 morts et 117 blessés dans un attentat à la voiture piégée à Bagdad[7].
- 3 février, Pakistan : 10 morts et 70 blessés dans un attentat à la bombe dans le Bas-Dir[8].
- 3 février, Irak : 20 morts et 50 blessés dans un attentat suicide à Kerbala[9].
- 5 février, Irak : 40 morts et 140 blessés dans un double attentat suicide à Kerbala[10].
- 5 février, Pakistan : 33 morts et 170 blessés dans une double explosion à Karachi[11].
- 10 février, Pakistan : 12 morts et 5 blessés dans un attentat suicide à Khyber visant des policiers[12].
- 11 février, Pakistan : 12 morts et 20 blessés dans un double attentat à la bombe à Bannu visant des policiers[13].
- 13 février, Inde : 9 morts et 57 blessés dans un attentat à la bombe au "German Bakery", un célèbre café de la ville de Pune. Le café et ses alentours sont entièrement soufflé[14].
- 18 février, Pakistan : 41 morts et 60 blessés dans un double attentat suicide à Khyber[15].

### Mars
- 3 mars, Irak : 33 morts et 55 blessés dans un double attentat suicide à Bakouba font[16].
- 4 mars, Irak : 17 morts et 35 blessés dans 3 attaques à Bagdad[17].
- 8 mars, Pakistan : 13 morts et 60 blessés dans un attentat suicide à Lahore[18].
- 12 mars, Pakistan : 57 morts et 100 blessés dans un double attentat suicide à Lahore font[19].
- 13 mars, Pakistan : 10 morts et 37 blessés dans un attentat suicide à Mingora contre un checkpoint[20].
- 13 mars, Afghanistan. 37 et 46 blessés dans une série d'attentats à la bombe à Kandahar[21].
- 24 mars, Colombie : 9 morts et une cinquantaine de blessés dans un attentat à la voiture piégée à Buenaventura[22].
- 26 mars, Irak : 52 morts et 65 blessés dans un double attentat à la bombe à Khalis[23].
- 29 mars, Russie : Deux attentats-suicides dans le métro moscovite font 39 morts et 102 blessés[24].

### Avril
- 3 avril, Irak : un homme armée tue 25 personnes au Sud de Bagdad[25].
- 4 avril, Irak : une série d'attentats à l'explosif à Bagdad fait 42 morts et 224 blessés[26].
- 5 avril, Pakistan : un attentat contre l'ambassade américaine à Peshawar fait 50 morts et 100 blessés[27].
- 6 avril, Irak : une série d'attentats à l'explosif à Bagdad fait 35 morts et 130 blessés[28].
- 16 avril, Pakistan : un attentat suicide dans un hôpital à Quetta fait 10 morts et 35 blessés[29].
- 17 avril, Pakistan : un double attentat suicide à Kohat fait 40 morts et 60 blessés[30].
- 18 avril, Pakistan : un attentat à la voiture piégée à Kohat fait 7 morts et 20 blessés[31].
- 19 avril, Pakistan : un attentat suicide à Peshawar fait 23 morts et de nombreux blessés[32].
- 23 avril, Irak : une série d'attentats à la bombe à Bagdad visant la communauté chiite fait 58 morts et 118 blessés[33].

### Mai
- 1er mai, Somalie : deux explosions dans une mosquée à Mogadiscio font 30 morts et 70 blessés[34].
- 10 mai, Irak : une série d'attaques en Irak fait 100 morts et 350 blessés[35].
- 14 mai, Irak : un attentat suicide à la voiture piégée à Tal Afar fait 25 morts et 100 blessés[36].
- 17 mai, Inde : au moins 11 policiers et 24 civils tués dans un attentat de la rébellion naxalite contre un bus dans le district de Dantewada (État du Chhattisgarh)[37].
- 28 mai, Inde : le déraillement d'un train par un groupe de la rébellion naxalite au Bengale-Occidental faisant 148 morts[38].
- 28 mai, Pakistan : Des hommes armés attaquent deux mosquées simultanément à Lahore faisant plus de 80 morts[39].

### Juin
- 10 juin, Afghanistan. Un attentat à la bombe à Kandahar durant un mariage fait 40 morts et 70 blessés[40].

### Juillet
- 1er juillet, Pakistan : Deux attentats suicides simultanés à Lahore dans un tombeau d'un saint soufi font 42 morts et 175 blessés[41].
- 7 juillet, Irak : une série d'attentats contre des pèlerins Chiites à Bagdad fait 33 morts et plus de 100 blessés[42].
- 9 juillet, Pakistan : un attentat suicide dans le village de Yakaghund fait 102 morts et 115 blessés[43],[44]
- 11 juillet, Ouganda : deux attentats à Kampala font au moins 74 tués[45].
- 14 juillet, Algérie : quatre militaires tués et 13 autres blessés en Kabylie à la suite de l'explosion de quatre bombes[46].
- 15 juillet, Pakistan : un attentat suicide fait de 5 à 7 morts et une quarantaine de blessés dans la vallée de Swat[47].
- 15 juillet, Iran : 26 personnes tués et 300 autres blessées dont des Gardiens de la Révolution dans deux attentats suicide visant une mosquée chiite à Zahedan[48].
- 15 juillet, Irak : 14 tués et 32 blessés dans 3 attentats à la bombe[49].

### Août
- 17 août, Irak : un attentat à la bombe à Bagdad contre un centre de recrutement de l'armée fait 59 mort et 100 blessés[50].

### Septembre
- 1er septembre, Pakistan : un triple attentat à la bombe à Lahore, visant une procession chiite, fait 25 morts et 170 blessés[51].
- 3 septembre, Pakistan : un attentat à Quetta contre une manifestation chiite fait 57 morts et près de 200 blessés[52].

### Octobre
- 1er octobre, Nigeria. Un double attentat à la voiture piégée lors des cérémonies du cinquantenaire de l'indépendance fait 12 morts à Abuja
- 3 octobre, Algérie : au moins 5 militaires tués dans l’explosion de bombes artisanales à Zekri, près de Tizi Ouzou
- 31 octobre, Turquie : un attentat suicide à Istanbul fait 32 blessés dont 15 policiers[53].
- 31 octobre, Irak : un attentat à la cathédrale de Bagdad[54].

### Novembre
- 6 novembre, Pakistan : un attentat suicide dans une mosquée à Darra Adam Khel fait 72 morts et 20 blessés[55].
- 12 novembre, Pakistan : un attentat à la bombe contre le quartier-général de la police anti-terroriste à Karachi fait 20 mort et 100 blessés[56].

### Décembre
- 6 décembre, Pakistan : un attentat suicide à Ghalanai fait 40 morts[57].
- 11 décembre, Afghanistan : un engin explosif placé sur la route à Khanashin dans la province d'Helmand fait 15 morts[58].
- 15 décembre, Iran : un attentat suicide près d'un mosquée à Chabahar fait 39 morts[59].
- 25 décembre, Pakistan : un attentat suicide à Kʰar fait 40 morts[60].